# ژو شوان
ژو شوان (انگلیسی: Zhou Xuan; ۱ اوت ۱۹۱۸ – ۲۲ سپتامبر ۱۹۵۷) خواننده و هنرپیشه اهل چین بود. وی بین سال‌های ۱۹۳۲ تا ۱۹۵۴ میلادی فعالیت می‌کرد.
از فیلم‌ها یا برنامه‌های تلویزیونی که وی در آن نقش داشته‌است می‌توان به رؤیای تالار سرخ اشاره کرد.